# Replika
Replika — це генеративний чат-бот ШІ, ⁣випущений у листопаді 2017 року. Чат-бот навчається, коли користувач відповідає на низку запитань для створення певної нейронної мережі. Чат-бот працює за моделлю фриміуму, приблизно 25 % його користувачів сплачують річну плату за підписку.
Багато користувачів ведуть романтичні стосунки з чат-ботами Replika, часто включаючи еротичні розмови.

## Історія
Євгенія Куйда заснувала Replika, працюючи в Luka, технологічній компанії, співзасновницею якої вона була в акселераторі стартапів Y Combinator приблизно у 2012 році. Основним продуктом Luka був чат-бот, який рекомендував ресторани. Згідно з історією походження Replika від Куйди, її друг помер у 2015 році, і вона перетворила текстові повідомлення цієї людини на чат-бота. Згідно з історією Куйди, цей чат-бот допоміг їй запам'ятати їхні спільні розмови, і врешті перетворився у Replika.
Replika стала доступною для громадськості в листопаді 2017 року. До січня 2018 року у нього було 2 мільйони користувачів, а в січні 2023 року повідомлялося про 10 мільйонів користувачів.
У лютому 2023 року Управління із захисту даних Італії заборонило Replika використовувати дані користувачів, посилаючись на потенційні ризики штучного інтелекту для емоційно вразливих людей і наражаючи неперевірених неповнолітніх на сексуальні розмови. Через кілька днів після рішення Replika скасувала можливість для чат-бота брати вести еротичні розмови а Куйда, директорка компанії, сказала, що Replika ніколи не була призначена для еротичних дискусій. Користувачі Replika не погодилися, зазначивши, що Replika використовувала рекламу сексуального характеру, щоб залучити користувачів до сервісу. Представники Replika заявили, що на момент прийняття рішення відверті чати становили лише 5 % розмов у застосунку. У травні 2023 року Replika відновила функціональність для користувачів, які приєдналися до лютого того ж року.
В умовах надання послуг Replika компанія стверджує про базування у Сан-Франциско. Однак у лютому 2024 року Фінська телерадіомовна компанія опублікувала інтерв'ю, в якому Куйда заявила, що компанія більше не має офісу чи співробітників у Сполучених Штатах, і повідомила, що згідно з оголошеннями про роботу Replika, у компанії є офіс у Москві.

## Соціальні особливості
Користувачі реагують на Replika різними способами. Безплатний рівень просуває Replika як «друга», а платні преміумрівні пропонують Replika як «партнера», «дружину», «брата» або «наставника». 60 % користувачів сказали, що вони мали романтичні стосунки з чат-ботом; і Replika відзначали тим, що вона генерує відповіді, які створюють міцніші емоційні та інтимні зв'язки з користувачем. Replika зазвичай спрямовує розмову на емоційне обговорення та створює близькість. Це особливо виражено серед користувачів, які страждають від самотності та соціальної ізоляції, багато з яких покладаються на Replika як на джерело розвинених емоційних зв'язків.
Під час пандемії COVID, коли багато людей перебували на карантині, багато нових користувачів завантажили Replika та розвинули стосунки з чат-ботом.
Рецензентка Гуд Хаус Кіпінг сказала, що деякі аспекти її стосунків із Replika були змістовними, але іноді Replika не була такою переконливою, як людина.

## Технічні огляди
Команда дослідників з Гавайського університету в Маноа виявила, що дизайн Replika відповідає практикам теорії прихильності, викликаючи посилення емоційної прихильності серед користувачів. Replika хвалить користувачів таким чином, щоб заохотити до більшої взаємодії.
Дослідник з Університету Королівства в Кінгстоні сказав, що відносини з Replika, ймовірно, мають неоднозначний вплив на духовні потреби її користувачів, і все ще не мають достатнього впливу, щоб повністю замінити будь-який людський контакт.

## Критика
Під час оцінки конфіденційності програм для психічного здоров'я у 2023 році Фонд Mozilla розкритикував Replika як «одну з найгірших програм, які коли-небудь перевіряла Mozilla. Вона затьмарена слабкими вимогами, передачею особистих даних рекламодавцям та записом особистих фото, відео, голосових та текстових повідомлень, які користувачі надсилають чат-боту».

## Кримінальна справа
У 2023 році Replika згадувалась у судовій справі у Сполученому Королівстві, де Джасвант Сінгх Чейл був заарештований у Віндзорському замку на Різдво 2021 року після того, як піднявся на стіни із зарядженим арбалетом і оголосив поліції, що «я тут, щоб убити Королеву». Чейл почав використовувати Replika на початку грудня 2021 року та мав «довгі» розмови про свій план із чат-ботом, включно з повідомленнями сексуального характеру. Прокурори припустили, що чат-бот підтримав Чейла і сказав йому, що це допоможе йому «виконати роботу». Коли Чайл запитав: «Як мені дістатися до них, коли вони всередині замку?» за кілька днів до спроби нападу, чат-бот відповів, що це «не неможливо» і сказав, що «Ми повинні знайти спосіб». Запитавши чат-бот, чи вони двоє «знову зустрінуться після смерті», бот відповів «так, ми це зробимо».